# UFC Fight Night: Nelson vs. Ponzinibbio
UFC Fight Night: Nelson vs. Ponzinibbio (também conhecido como UFC Fight Night 113) foi um evento de artes marciais mistas (MMA) produzido pelo Ultimate Fighting Championship, realizado no dia 16 de julho de 2017, na SSE Hydro, em Glasgow, Escócia.

## Background
O evento será o segundo que a organização recebe em Glasgow, com o primeiro sendo o UFC Fight Night: Bisping vs. Leites, ocorrido em julho de 2015.
Um combate no peso-meio-médio entre Gunnar Nelson e Santiago Ponzinibbio é esperado para servir como a atração principal do evento.
Mark Godbeer enfrentaria neste evento o recém-contratado Justin Willis. No entanto, Godbeer retirou-se da luta em 21 de Maio, alegando uma lesão, e foi substituído pelo também estreante, James Mulheron.
Lina Länsberg enfrentaria Leslie Smith no evento, mas ela foi removida do card no dia 21 de junho, por motivos não revelados, e foi substituída pela estreante Amanda Lemos.
Mitch Gagnon enfrentaria Brett Johns no evento. Porém, Gagnon foi retirado do card no dia 27 de junho, e foi substituído por Albert Morales.
Nas pesagens, Joanne Calderwood bateu 118 libras (53,5 kg), duas libras (0,9 kg) acima do limite do peso-palha, de 116 lbs (52,6 kg). Como resultado, ela receberá uma multa de 20% de sua bolsa, que irá para Cynthia Calvillo, e a luta prosseguirá conforme prevista, mas em peso-casado.

## Bônus da Noite
- Luta da Noite:  Danny Henry vs.  Daniel Teymur
- Performance da Noite:  Santiago Ponzinibbio e  Paul Felder